# Série de pièces commémoratives américaines Bald Eagle
La série de pièces commémoratives américaines Bald Eagle est une série commémorative, non circulante, émise par la Monnaie des États-Unis en 2008 et frappée dans les Monnaies de Philadelphie et de West Point.
Elle est autorisée par la loi publique 108-486 pour célébrer le rétablissement encourageant de l'espèce du pygargue à tête blanche, le 35e anniversaire de la loi de 1973 sur les espèces menacées et le retrait du pygargue à tête blanche de la liste des espèces menacées.
Elle comporte une pièce de 5 dollars en or, une pièce de 1 dollar en argent et une pièce d'un demi-dollar en alliage cuivre-nickel.

## Contexte
Le pygargue à tête blanche est l'oiseau national et un symbole de la nationalité américaine. Autrefois commun aux États-Unis il passe d'une population de plus de 500 000 dans les années 1700 à moins de mille au début des années 1960. Il est en danger d'extinction en raison de la pollution de l'eau, de poisons et de pesticides. Des lois sur la protection de l'environnement sont finalement adoptées et sauvent l'aigle. Selon les dernières estimations, il y a plus de 20 000 aigles dans 48 États des États-Unis. En 2007, l'espèce est retirée de la liste des espèces en danger. En 2004, le programme de pièces commémoratives est adopté dans le but d'aider à retirer les oiseaux de cette liste.

## Législation
Le projet de loi H.R.4116 est introduit à la Chambre le 1er avril 2004 par le représentant républicain du Tennessee William L. Jenkins (en). Le projet de loi propose la frappe de pièces célébrant le rétablissement et la restauration de l'aigle à tête blanche, symbole national des États-Unis. Après plusieurs amendements, le projet est approuvé le 7 décembre et envoyé au Sénat le lendemain. Celui-ci l'approuve le jour même et le présente au président George W. Bush le 16 décembre. Ce dernier le signe le 23 décembre 2004 pour en faire la loi publique 108-486.

## Dessins

### Demi-dollar
L'avers de la pièce d'un demi-dollar, réalisé dessiné par Susan Gamble et gravé par Joseph Menna, représente deux aiglons et un œuf dans un nid de pygargue à tête blanche. Les inscriptions comprennent LIBERTY et la date d'émission, 2008, séparées par une étoile avec la devise IN GOD WE TRUST en dessous,,.
Le revers du demi-dollar, conçu par Donna Weaver et sculpté par Charles Vickers, représente le pygargue à tête blanche Challenger (en) avec un drapeau américain en arrière-plan. Challenger est un aigle non libérable qui est entraîné à voler librement lors de grands événements pendant l'hymne national. Les inscriptions au sont la devise latine E PLURIBUS UNUM, CHALLENGER, le pays émetteur, UNITED STATES OF AMERICA et la valeur faciale, HALF DOLLAR,,.

### Dollar
L'avers de la pièce de 1 dollar en argent représente un aigle à tête blanche adulte en vol. Il est dessiné par Joel Iskowitz et gravé par Don Everhart. Les inscriptions comprennent LIBERTY, IN GOD WE TRUST et la date 2008,,. 
Le revers de la pièce représente le Grand Sceau des États-Unis, utilisé de 1782 à 1841, tel qu'il est sculpté par Jim Licaretz. Les inscriptions comprennent UNITED STATES OF AMERICA en haut, ONE DOLLAR en bas, et la devise E PLURIBUS UNUM sur un ruban dans le bec de l'aigle,,.

### Half eagle

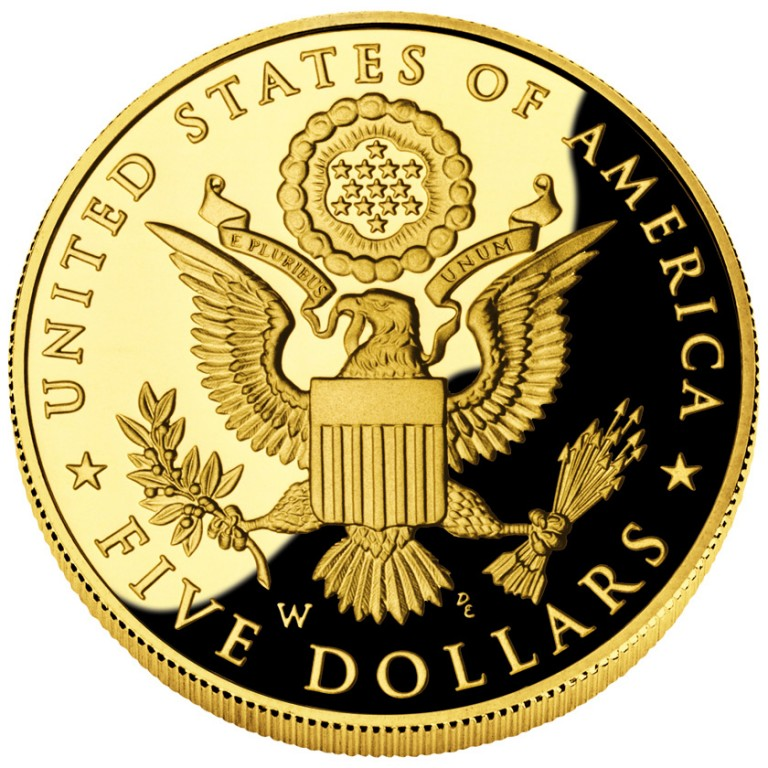
Le revers de la pièce de 5 dollars Bald Eagle.

L'avers de la pièce de 5 dollars en or représente deux jeunes aigles à tête blanche dans leur habitat naturel, dessinés par Susan Gamble et gravé par Phebe Hemphill. Les inscriptions sont LIBERTY, IN GOD WE TRUST et la date 2008,,. 
Le revers représente l'actuel Grand Sceau des États-Unis, sculpté par Don Everhart. Les inscriptions entourant l'aigle sont UNITED STATES OF AMERICA et FIVE DOLLARS. Un ruban situé dans le bec de l'aigle porte la devise E PLURIBUS UNUM,,.

## Production et vente
La loi qui autorise la frappe de la série permet une frappe maximum de 100 000 pièces de 5 dollars en or, 500 000 dollars en argent et 750 000 demi-dollars en alliage cuivre-nickel,.  La Monnaie de Philadelphie émet les deux versions, belle épreuve et brillant universel des pièces d'un demi-dollar et des pièces de 1 dollar tandis que la Monnaie de West Point prend en charge l'émission des deux finitions des half eagles. La série est disponible à la vente du 15 janvier au 12 décembre 2008,.
Un total de 74 278 pièces de 5 dollars est vendu dont 59 269 belle épreuve et 15 009 brillant universel. Les dollars s'écoulent au nombre de 413 805 exemplaires — 294 601 et 119 204 pièces en belle épreuve et brillant universel, respectivement — et les demi-dollars au nombre de 340 757 — 220 577 belle épreuve et 120 180 brillant universel.
Selon les termes de la loi, les surtaxes perçues sur la vente de ces grèves sont transmises à l'American Eagle Foundation of Tennessee pour qu'elle poursuive ses travaux,.